# كاشيبا (نارا)
مدينة كاشيبا (بالإنجليزية: Kashiba)‏ هي أحد المدن التابعة لمحافظة نارا. تأسست رسميًا في 01/10/1991. ويقدر عدد سكانها بـ 72967 نسمة حسب تقدير مكتب الإحصاء الياباني لعام 2012. تبلغ مساحة كاشيبا 24.23 كم2. بكثافة سكانية تبلغ 3011 نسمة/كم2.

## أعلام
- سييغو نارازاكي
- ريوكو شيرايشي
- تايتشي فوروتا